# 杜度 (国王)
杜度（约公元前2189年——约公元前2169年前后在位）（英語：Dudu of Akkad）阿卡德后期的国王之一。沙尔卡利沙瑞死于非命后，阿卡德动荡不安。他于危局中承袭君位，在位约20年。死后由儿子苏·图如尔继承其位。